# Cantonul Pont-à-Marcq
Cantonul Pont-à-Marcq este un canton din arondismentul Rijsel, departamentul Nord, regiunea Nord-Pas-de-Calais, Franța.

## Comune
- Attiches
- Avelin
- Bersée
- Ennevelin
- Fretin
- Mérignies
- Moncheaux
- Mons-en-Pévèle (Pevelenberg)
- La Neuville
- Ostricourt
- Phalempin
- Pont-à-Marcq (reședință)
- Thumeries
- Tourmignies
- Wahagnies